# Giuseppe Samonà
Giuseppe Samonà (Palermo, 1898—Roma, 1983), fue un arquitecto y urbanista italiano.

## Biografía
Uno de los máximos arquitectos italianos del siglo XX, Samonà fue además un célebre urbanista.
Graduado en Palermo en 1922, desde 1927 es docente en la universidad de Mesina y, desde 1931 hasta 1936, en Nápoles. En 1936 es convocado al Istituto Universitario di Architettura de Venecia, donde prosigue la actividad académica hasta 1971 y donde funda la llamada "Scuola di Venezia". Recordado además por haber sido uno de los "cuatro sabios" encargados de elaborar el plan regulador para el centro histórico de Palermo (1961).
Entre sus proyectos más importantes, en 1929 diseña la reedificación de la zona portuaria de la ciudad de Mesina con la llamada "Palazzata" o "Teatro marítimo", constituido por una cortina de trece edificios estilísticamente homogéneos, unidos entre sí por puertas monumentales. La reconstrucción de la Palazzata nunca se llevó a término.
Entre otros proyectos de Samonà, cabe destacar el Ospedale di Bari (1948), la Villa Scimemi en Palermo (1950), el actual Palazzo dell'Enel en Palermo (anteriormente "Edificio Sges", 1961), el edificio sede de la Banca d'Italia en Padua, el Municipio de Gibellina (1971) y el Teatro Popolare de Sciacca (1974), que quedó inconcluso.

## Principales proyectos
- Palazzo Littorio en Mesina (1940)
- Palazzo dell'INAIL en Mesina
- Hospital de Bari (1948-53)
- Villa Scimemi en Palermo (1950-54)
- Edificio Sges (hoy Enel) en Palermo (1961-63), en colaboración con Alberto Samonà y Giuseppina Marcialis
- Banca d'Italia en Padua (1968-74)
- Municipio de Gibellina (1971), en colaboración con Alberto Samonà, Vittorio Gregotti y Gianni Pirrone
- Teatro Popolare de Sciacca (1974)

## Escritos
- La casa popolare, E.P.S.A., Napoli 1935
- I monumenti italiani: il duomo di Cefalù, La Libreria dello Stato, Roma 1939
- Il duomo di Cefalù, Nuove Grafiche, Roma 1940
- L'urbanistica e l'avvenire della città, Roma-Bari 1990